# Herman Donners
Herman Donners, född 5 augusti 1888 i Antwerpen, död 14 maj 1915 i Calais, var en belgisk vattenpolospelare. Donners ingick i Belgiens landslag vid olympiska sommarspelen 1908 och 1912. Belgien tog OS-silver i herrarnas vattenpolo i London och OS-brons i herrarnas vattenpolo i Stockholm.